# Шоссе Тверия — Цемах

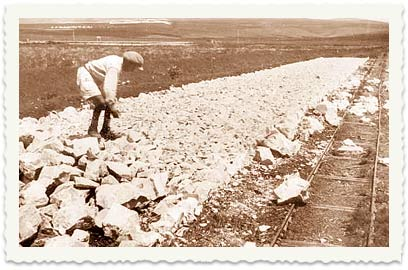
Строительство дороги в Изреельской долине в начале 1920- х годов

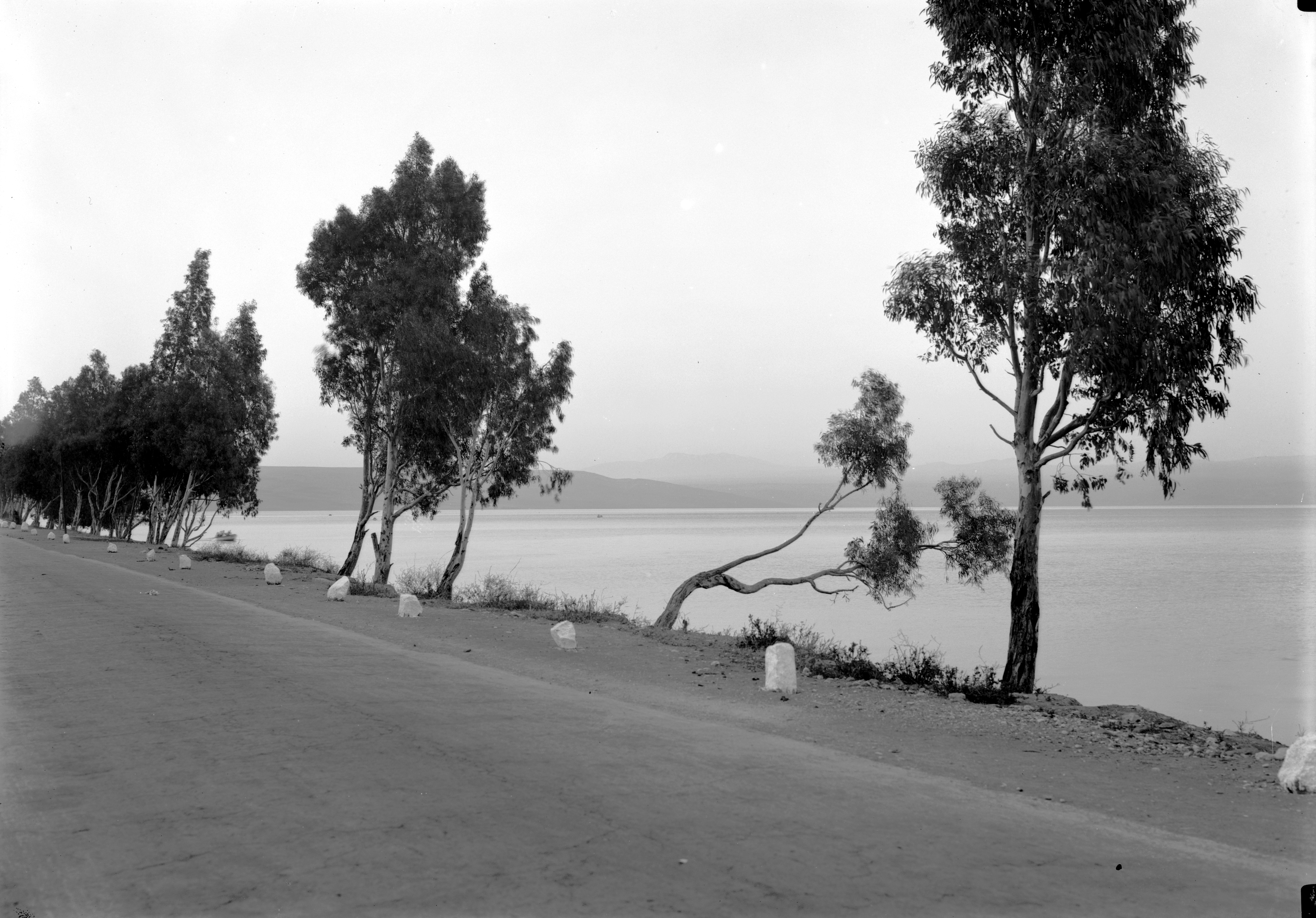
Дорога от Цемаха до Тверии вдоль озера Кинерет, 1938 год

Шоссе Тверия-Цемах стала первой дорогой на Земле Израиля, которая была проложена организованными для трудовой деятельности пионерами Третьей алии, некоторые из которых были членами  рабочего батальона. Проект возник, с одной стороны, из-за потребности британских мандатных властей в прокладке дорог, обеспечивающих безопасность передвижения, а с другой стороны, в необходимости обеспечить занятость еврейских рабочих в рамках программы «Завоевание труда». Мощенные дороги должны были стать краеугольным камнем для организации многих сельскохозяйственных и промышленных предприятий. Сегодня это шоссе является участком шоссе 90 к югу от Тверии.  

## История
В начале 20-го века властями Османской империи была проложена Изреельская железная дорога, которая связывала порт Хайфы и город Хайфу через Изреельскую долину и Иорданскую долиной со станцией Даръа и Дамаском . Эта железная дорога  примерно на 4 часа сократила время поездки из Хайфы в Тверию. По Иорданской долине железнодорожные пути проходили от Бейт-Шеана до железнодорожной станции Цемах, которая находилась на берегу озера Кинерет.  Отсюда грузы в Тверию доставлялись на лодках, поскольку по узкой грунтовой дороге от Цемаха до Тверии движение повозок было затруднено. Для улучшения связи между Тверией и ближайшей железнодорожной станцией следовало проложить шоссе хорошего качества. 
В начале 1920-х годов политическое положение в районе характеризовалось борьбой между британскими властями, контролировавшими Палестину, французскими властями, контролировавшими Сирию и Ливан, арабскими националистами и бедуинскими племенами. Чтобы не увеличивать количество британских войск на территории Палестины, их следавало сделать более мобильными. Одним из решений было проложить шоссейную дорогу по берегу озера от Цемаха до Тверии и дальше, до Табхи, а в перспективе, до Рош-Пины. Британцы оценили стоимость этого проекта в 1000 фунтов за километр.   
С другой стороны, после Первой мировой войны и декларации Бальфура началась очередная, третья, волна иммиграции в Палестину. В 1919 - 1923 годах в страну прибыло около 40 тысяч евреев в основном из стран Восточной Европы. Возник серьёзный вопрос трудоустройства вновь прибывших. В марте 1919 года в Петах-Тикве состоялась учредительная конференция рабочей партии «Ахдут ха-авода» («Единство труда»). На повестке дня среди прочего стоял вопрос о необходимости создания большого количества рабочих мест. Констатировалось, что расширить в должной мере сельскохозяйственные коммуны не представляется возможным. Следовательно, основным и едва ли не единственным местом трудоустройства иммигрантов новой волны могли стать общественные работы. Пинхас Рутенберг, занимавшийся в те годы электрификацией Палестины, предложил сельскохозяйственному центру партии «Ахдут ха-Авода» получить от мандатных властей крупный подряд на прокладку шоссе Тверия - Цемах. Общая стоимость этого подряда составляла очень крупную сумму в 100 000 фунтов. Эта работа была также связана с дальнейшими планами П. Рутенберга соорудить электростанцию на реке Иордан в районе Нахараим. 
Получив подряд на эту крупную общественную работу, партия «Ахдут ха-авода» представала бы перед британскими властями, как серьёзное ответственное лицо и ответственный подрядчик. 
Поскольку никто из руководителей «Ахдут ха-Авода» не был строителем, они даже не могли разобраться в проекте контракта.  Поэтому они прибегли к помощи подрядчика Натана Харуви. Харуви получил доверенность на подписание контракта с Департаментом общественных работ британской администрации в Палестине  в качестве подрядчика. Харуви несколько дней работал на строительстве шоссе Иерусалим-Иерихон, где изучил все принятые стандарты и все рабочие процессы.
9 июня 1920 года был подписан контракт на строительство дороги Тверия-Цемах общей протяженностью 12.5 километра. Это был первый случай сотрудничества организации еврейских рабочих напрямую с официальным государственным учреждением. После подписания контракта Натан Харуви объявил о наборе рабочих, а также начал обустройство жилья, кухонь и столовых, приобретение инструменты, кухонной утвари, кроватей, мебели, а также транспортных средств и тяжелой техники.  
В качестве рабочих были мобилизованы пионеры Третьей алии в основном из Тель-Авива и Иерусалима. На строительстве также работали еврейские жители Тверии, некоторые из членов старого ишува, а также жители поселений Галилеи. Из них образовали трудовой батальон. Со временем большая часть рабочих, приобретя строительный опыт, переехала в кибуцы Эйн-Харод, Тель-Йосеф, Мерхавия, а также на строительство Электрической компании. Устав трудового батальона позволял такие перемещения. Благодаря этому новые стройки получали квалифицированных рабочих-строителей. 
На дорожных работах работало около 500 человек, не считая тех, кто подвозил на повозках камни из окрестностных карьеров и служащих.Работа на строительстве дороги была очень трудной как из-за тяжёлых погодных условий в Иорданской долине (летняя жара), так из-за того, что новые иммигранты не имели никакого строительного опыта. Большая часть работы выполнялась постоянными группами («трудовыми ротами»). Эти группы называли либо по имени руководителя, либо по месту, откуда приехали «бойцы». 
Условия работы были очень тяжелыми, особенно для новых иммигрантов, которые не привыкли к физическому труду и летней жаре в долине реки Иордан . Администрация строительства делала все возможное, чтобы улучшить условия труда  и поощрять работников. С целью «увеличения» производительности труда и «повышения морального духа» строителей Харуви договорился с геодезистами, и те ежедневно стали добавлять по несколько метров к выработке. Из-за этого рабочие получали довольно высокую зарплату. Кроме того, на рабочих собраниях ежедневно обсуждались результаты работы и отмечались высокие достижения. В результате рабочие поверили в себя, через некоторое время люди втянулись в работу и стали работать более производительно. Цель была достигнута, атмосфера на стройке улучшилась.  

## Значение
Работы были завершены в ноябре 1920 года. Дорога Тверия-Цемах была проложена в полном соответствии с договором. Прокладка шоссе стала первым крупным строительным проектом, который выполнялся еврейскими рабочими под руководством еврейских подрядчиков. Подобно тому, как кибуц Дгания принято считать «матерью кибуцев», так и прокладка дороги от Тверии до Цемаха оказалась фундаментом, на котором в ишуве начало развиваться национальное строительство и промышленное  производство.